# Dom Eliseu
Dom Eliseu è un comune del Brasile nello Stato del Pará, parte della mesoregione del Sudeste Paraense e della microregione di Paragominas.
Il municipio prende nome da Eliseo Maria Coroli, prelato di Guamá.